# Lewis Fitz-Gerald
Lewis Fitz-Gerald est un acteur, réalisateur et scénariste australien, né le 15 novembre 1958 à Adélaïde (Australie).

## Filmographie

### Comme acteur
- 1980 : Héros ou Salopards ('Breaker' Morant) : Lt. George Ramsdale Witton
- 1980 : The Last Outlaw (en) (feuilleton TV) : Tom Lloyd
- 1981 : Outbreak of Love (TV) : Captain John Wickham
- 1981 : I Can Jump Puddles (TV) : Alan Marshall
- 1982 : Fighting Back : John
- 1982 : We of the Never Never : Jack
- 1984 : The Boy Who Had Everything : Vandervelt
- 1986 : Ivanhoé (TV) : Ivanhoe (voix)
- 1986 : The More Things Change... : Barry
- 1987 : The Shiralee (feuilleton TV) : Tony
- 1988 : Warm Nights on a Slow Moving Train : Brian
- 1988 : The Four Minute Mile (TV) : Denis Johannson
- 1988 : Rikky and Pete : Adam
- 1988 : Un cri dans la nuit (Evil Angels) : Tipple
- 1989 : Police State (TV)
- 1992 : The Last Man Hanged (TV) : Keith Willey
- 1993 : R.F.D.S. (série TV) : Dr Sebert Blitho
- 1994 : Spider & Rose : Robert Dougherty
- 1996 : Dead Heart : Les
- 2000 : En quête d'âmes (Border Patrol) (TV) : Dr. Helms
- 2000 : Pitch Black : Paris P. Ogilvie
- 2000 : The Three Stooges de James Frawley (TV) : Jules White
- 2004 : Natalie Wood : Le Prix de la gloire téléfilm de Peter Bogdanovich : Dr Thayer
- 2005 : Dynasty: The Making of a Guilty Pleasure (TV) : Winston Fletcher
- 2006 : Loveproof
- 2014 : Les Anges de la téléréalité 6 : Lui-même
- 2018 : Pine Gap : Rudi Fox
- 2022 : Treize Vies (Thirteen Lives) de Ron Howard : Vernon Unsworth

### comme réalisateur
- 1992 : The Last Man Hanged (TV) (+ scénariste)

## Voix françaises
- Patrick Mancini dans Pitch Black
- Philippe Catoire dans Miss Fisher enquête (série télévisée)
- Pascal Casanova dans Pine Gap (série télévisée)
- Patrice Baudrier dans The Wilds (série télévisée)